# پل باتملی
پل باتملی (انگلیسی: Paul Bottomley؛ زادهٔ ۱۱ سپتامبر ۱۹۶۵) بازیکن فوتبال اهل بریتانیا است.
از باشگاه‌هایی که در آن بازی کرده‌است می‌توان به باشگاه فوتبال دونکستر راورز، باشگاه فوتبال ویتبای تاون، باشگاه فوتبال گایزلی، باشگاه فوتبال آکرینگتون استنلی، و باشگاه فوتبال هروگیت تاون اشاره کرد.